# دهستان ارشق شرقی
دهستان ارشق شرقی نام دهستانی در بخش مرکزی شهرستان اردبیل، استان اردبیل در ایران است. براساس سرشماری مرکز آمار ایران در سال ۱۳۸۵، جمعیت آن ۵۸۵۶ نفر (۱۱۶۴ خانوار) بوده‌است. مردم ارشق شرقی به زبان ترکی آذربایجانی صحبت میکنند.همچنین ریش سفیدان به زبان های قدیمی آذربایجان مانند تاتی و تالشی نیز تا حدودی مسلط هستند  و  در روزگار قدیم قبل از قوت گرفتن حکومت بلوشیکی در شوروی برای کار و داد و ستد در روستاهای لریک اقدام به تردد میکردند
دهستانهای بخش مرکزی شهرستان اردبیل به مرکزیت روستای تقی دیزج است که در سال ۱۳۶۶ تأسیس شده و شامل آبادی‌های چاغونگنش،جمایران ،خواجه بولاغی، دلیک لی داش، سرخانلو، آبدارلو، آق قلعه، الماس کندی، ایمیر، بایرام بدنی، پیرالوان، تقی دیزج، چات قیه، خلج داشلوجه، ساوج بولاغ، شریف بیگلو، طالب قشلاقی، طهماسب آباد، کفتاره، گل تپه، له له لو، محمدجان لو، نقدی کندی، قشلاق اوچ بولاغ، بیگلرآباد، اکملوو قوش قایاسی است. این دهستان درسرشماری عمومی سال ۱۳۹۰ در۲۵ پارچه آبادی مسکونی ۱۱۴۴ خانوارو بیش از۴۴۰۰ نفرجمعیت داشته‌است. دهستان ارشق شرقی ازشمال وشمال غربی به دهستان ارشق مرکزی، ازشرق به دهستانهای گیرده ودولت آباد وازجنوب به دهستانهای دوجاق وغربی منتهی می‌شود 
و بیشترین قدمت مربوط به روستای جمایران است.».